# Питър Скъли
Питър Джерард Скъли (на английски: Peter Gerard Scully; роден на 13 януари 1963 г.) е австралийски сексуален престъпник, затворен до живот във Филипините, след като е осъден по едно обвинение за трафик на хора и пет обвинения за изнасилване чрез сексуално посегателство над непълнолетни момичета. Предстои му съдебен процес за други престъпления срещу деца, включително производство и разпространение на порнография с деца, изтезания и предполагаемото убийство на 11-годишно момиче през 2012 г.